# Lundhøjstenen
Lundhøjstenen eller Klemensker-sten 1, DR 399, är en vikingatida (daterad 1075-1125) runsten av granit i vid Sankt Klemens kyrka i Klemensker på Bornholm. 
Stenen är fyrsidig, av grovkornig rödaktig granit. Stenen står i sydöstra hörnet av kyrkan mellan koret och skeppet

## Inskriften
Translitterering av runraden:
§A (k)(u)(n)iltr : l(e)t : r(e)isa : st(e)n : þ(e)n(s)(a) : ef¶tir : auþbiarn : bonta : sin : kristr : ¶ hialbi : siolu : auþbiarnar : i lus : auk : bratis 
§B kristr : hialbi : siolu : (a)(u)(þ)¶biarnar : auk : ku(n)(i)(l)(t)(a)(r) ¶ : auk : santa mikel : i lius : auk : baratis
Normalisering till rundanska:
§A Gunhildr let resa sten þænsa æftiR Øþbiorn, bonda sin. Kristr hialpi siolu ØþbiarnaR i lius ok paradis. 
§B Kristr hialpi siolu ØþbiarnaR ok GunhildaR ok santa Mikael i lius ok paradis.
Översättning till nusvenska:
Gunnhildr lät resa denna sten efter Auðbjôrn, sin make. Kristus hjälpe Auðbjôrns själ till ljus och paradis.
Kristus och Sankt Mikael hjälpe Auðbjôrns och Gunnhilds själar till ljus och paradis.
Formeln lius ok paradis förekommer också på de båda uppländska runstenarna U 160 och U 719.